# Коропара
Коропара (на френски: Koropara) е град и община в южна Гвинея, регион Нзерекоре, префектура Нзерекоре. Населението на общината през 2014 година е 17 759 души.